# Liste der Mitglieder der American Academy of Arts and Sciences/1784
Im Jahr 1784 wählte die American Academy of Arts and Sciences 7 Personen zu ihren Mitgliedern.

## Neugewählte Mitglieder
- Thomas Dawes (1731–1809)
- Aaron Dexter (1750–1829)
- William Erving (1734–1791)
- Joshua Fisher (1748–1833)
- Samuel Hale (1718–1807)
- Samuel Gustaf Hermelin (1744–1820)
- John Sparhawk (1743–1787)